# Alticola montosa
Alticola montosa е вид бозайник от семейство Хомякови (Cricetidae). Видът е световно застрашен, със статут Уязвим.

## Разпространение
Видът е разпространен в Индия и Пакистан.